# Mònica Vilar López
Mònica Vilar López, (Olot, 27 de juliol de 1970), és una jugadora d'escacs catalana. Té el títol de Mestre de la FIDE Femení (WFM) i actualment és jugadora del Club Escacs Olot.
A la llista d'Elo de la FIDE del setembre de 2020, hi tenia un Elo de 2042 punts, cosa que en feia la jugadora número 35 (femenina, en actiu) de l'estat espanyol. El seu màxim Elo va ser de 2230 punts, a la llista de gener de 1992 (posició 6720 al rànquing mundial absolut).

## Resultats destacats en competició
Vilar ha estat la gran dominadora dels escacs femenins a Catalunya durant la segona meitat dels anys 1980, sempre pertanyent al Club Escacs Olot. Ha guanyat sis cops el Campionat de Catalunya Femení, els anys 1986, 1987, 1988, 1989, 1991 i 1995. El 1995 guanyà també el Campionat d'Espanya Femení a Vitòria. Ha participat, representant Espanya, en un Campionat d'Europa per equips femení, l'any 1992 a Debrecen. També ha participat, representant Espanya, en tres Olimpíades d'escacs, entre els anys 1992 i 1998. En total hi ha fet 15.5 punts de 31 partides, un 50,0%.